# Bridges TV
Bridges TV war ein muslimischer Fernsehsender mit Sitz in
Buffalo und der erste Sender seiner Art, der in englischer Sprache sendete. Er war in den Jahren 2004 bis 2012 auf Sendung.
Der Sender war darauf ausgerichtet, Vorurteilen und negativen Stereotypen über Muslime entgegenzuwirken. Dafür fand er mediale Beachtung etwa im
Variety-Magazin, den NBC-News, der Voice of America sowie zahlreichen nationalen und regionalen Zeitungen.

## Inhalte
Der Sender legte seinen Fokus hauptsächlich auf die alltäglichen Erfahrungen der geschätzt acht Millionen Muslime in Nordamerika. Dabei hob es sich durch Verwendung der englischen Sprache gezielt von anderen Sendern ab, die etwa in Urdu oder arabischer Sprache berichten. Auch sollten Sitcoms nach dem Vorbild der Bill Cosby Show das Familienleben in einer „normalen“ muslimischen Familie in positiver Weise porträtieren.
Weitere Sendungen beschäftigten sich u. a. mit der Situation im Nahen Osten. Seitens der Anti-Defamation League sah sich der Sender mit dem Vorwurf konfrontiert, er mache sich zum „Sprachrohr für Holocaustverleugner und Rassisten, die ihren Hass und Antisemitismus in amerikanische Haushalte bringen“ wollten.
Muhammad Ali, selbst Abonnent und Sprecher des Senders, sagte: „Bridges TV gibt amerikanischen Muslimen eine eigene Stimme, die Amerikaner aller Hautfarben und Religionen hören sollten“. Ein Sprecher des Senders erklärte, dass ein solcher Sender längst überfällig sei. Marktforschung habe ergeben, dass ein gehobenes Interesse unter den amerikanischen Muslimen bestehe und viele Kunden bereit seien, für den Empfang des Senders zu zahlen.

## Leitung
Muzzammil Hassan, Gründer und Geschäftsführer des Senders, brachte zum Ausdruck, dass sich „moderate Muslime mit den extremen Stereotypen, die oftmals in Hollywood-Produktionen dargestellt werden, nicht identifizieren“ könnten. Gemäßigte Muslime fühlten sich von den Medien nicht zutreffend dargestellt. „Jeden Tag werden wir im Fernsehen mit Geschichten von 'muslimischen Extremisten, Militanten, Terroristen und Aufständischen' konfrontiert“, sagte Hassan 2004 anlässlich der Eröffnung des Senders. „Die Geschichten, die fehlen, sind die zahllosen Geschichten von muslimischer Toleranz, von Fortschritt, Vielfalt, Einsatz und Vorzüglichkeit, die Bridges TV erzählen möchte“. Bridges TV gebe amerikanischen Muslimen eine Stimme und bilde ihr alltägliches Leben ab. Hassan erklärte, er hoffe, dass Bridges TV ein Gegengewicht zu der negativen medialen Darstellung von Muslimen nach den Terroranschlägen vom 11. September 2001 schaffen könne. 2007 erhielt Hassan eine Auszeichnung des Council on American-Islamic Relations.

## Mord
Im Februar 2009 wurde Hassan verhaftet und musste sich wegen Mordes an seiner Ehefrau vor Gericht verantworten. Hassan hatte seine Ehefrau enthauptet, nachdem diese erklärt hatte, dass sie die Trennung von ihm wünsche. Der Leichnam der Ehefrau wurde auf dem Gelände des Senders aufgefunden.
Nach Bekanntwerden des Mordes gab der Sender auf seiner Website folgende Erklärung ab:
Bridges TV ist zutiefst betroffen und bestürzt über den Mord an Aasiya [Zubair] Hassan und die anschließende Verhaftung von Muzzammil Hassan. Unser tiefstes Beileid und unsere Gebete widmen wir der Familie des Opfers. Wir hoffen, dass ihre Privatsphäre geachtet wird.
Nach dem Mordfall unterbrach Bridges TV seine Berichterstattung zunächst für drei Monate. Andere Programminhalte wurden fortgesetzt. Im Jahre 2012 wurde der Sendebetrieb eingestellt.
Hassan wurde im Februar 2011 wegen Mordes zu einer 25-jährigen Freiheitsstrafe verurteilt.